# John Alfred Nehrman
John Alfred Nehrman (* 2. September 1860 in Åmål, Schweden; † 1936 in Strängnäs, Schweden) war ein schwedischer Maler und Illustrator der Düsseldorfer und Münchner Schule.

## Leben
Nehrman wurde als Sohn des Zöllners Carl Gustaf Nehrman (1825–1910) und dessen Frau Johanna Carolina Wickholm (Wickbom) geboren. Seine Brüder waren der Staatsanwalt Karl Hjalmar Abraham Nehrman (1859–1930), Vater der Bildhauerin Britta Catharina Nehrman (1901–1978), und der Bankdirektor August Wilhelm Nehrman (1863–1946). In den Jahren 1878 bis 1881 studierte Nehrman Malerei an der Kunstakademie Düsseldorf. Dort waren Andreas Müller, Heinrich Lauenstein, Peter Janssen, Julius Roeting und Eduard Gebhardt seine Lehrer. In Düsseldorf war er Mitglied des Künstlervereins Malkasten. Am 21. Oktober 1882 schrieb sich Nehrman im Fach Malerei an der Akademie der Bildenden Künste München ein. In München ist er um 1890 als Zeichner bzw. Karikaturist für die Zeitschrift Fliegende Blätter greifbar.